# Landschaftsschutzgebiet Biotopkomplex südlich des Romberges
Das Landschaftsschutzgebiet Biotopkomplex südlich des Romberges mit Steinbruch Henstorf und etwa 21 ha Flächengröße liegt im Gemeindegebiet von Kalletal. Es wurde 1995 mit dem Landschaftsplan Nr. 4 Kalletal durch den Kreistag des Kreises Lippe erstmals als Landschaftsschutzgebiet (LSG) ausgewiesen. 2004 erfolgte die erneute Ausweisung durch den Kreistag mit dem geänderten Landschaftsplan.

## Beschreibung
Das LSG umfasst einen Hecken-Grünlandkomplex südlich des Romberges nördlich von Henstorf. An den ausgeprägten Geländekanten stehen dichte Hecken. Südlich des Bauernhofes befinden sich große Obstwiesen. im Südosten steht ein Kalkbuchenwald. Am Südrand liegt der ehemalige Kalksteinbruch Henstorf. An den Oberkanten der Steilränder befinden sich Magerrasen mit charakteristischen Pflanzenarten.

## Geschützte Biotop
Das Biotopkataster Nordrhein-Westfalen führt für die LSG-Fläche drei geschützte Biotope auf. Dabei handelt es sich um Steinbruch Henstorf am Selser Berg (BK-3919-493) mit einer Flächengröße von 6,23 ha, um Obstwiese und Grünland-Heckenkomplex am Selser Berg (BK-3919-492) mit einer Flächengröße von 3,97 ha und um Kalkbuchenwald westlich Lüdenhausen (BK-3919-491) mit einer Flächengröße von 2,59 ha. Im Biotop Steinbruch Henstorf am Selser Berg fand man 2003 im Magerrasen Kleiner Odermennig, Rapunzel-Glockenblume, Skabiosen-Flockenblume, Färber-Ginster, Kleines Habichtskraut, Acker-Witwenblume, Magerwiesen-Margerite und Gemeiner Dost. Im Kalkbuchenwald westlich Lüdenhausen wurden 2003 Nesselblättrige Glockenblume, Wald-Segge, Großes Hexenkraut, Zweigriffeliger Weißdorn, Rotbuche, Waldmeister, Weißliche Hainsimse, Wald-Bingelkraut, Wald-Flattergras, Sanikel und Wald-Ziest nachgewiesen.

## Fossilien im Steinbruch Henstorf
Im Steinbruch Hensdorf wurde Kalkstein im Oberen Muschelkalk abgebaut. Der Bruch war bis 1985 in Betrieb, danach erfolgte eine Renaturierung. Für den Steinbruch sind bisher folgende Fossilien dokumentiert (Stand 2025): Ceratites compressus, Ceratites pulcher, Ceratites robustus, Encrinus liliiformis, Germanonautilus bidorsatus, Hoernesia socialis, Myophoria vulgaris, Plagiostoma, Pleuromya, Pleuronectites Rhizocorallium und Triadotiaris.

## Schutzzwecke für das LSG
Laut Landschaftsplan erfolgte die Ausweisung des LSG
- „zur Erhaltung und Wiederherstellung der Leistungsfähigkeit des Naturhaushaltes in ökologisch besonders wertvoll strukturierten Bereichen mit Wasser-, Klima- und Biotopschutzfunktionen,“
- „zur Erhaltung und Wiederherstellung von Quellbereichen und naturnahen Fließgewässern, Grünland und naturnahen Waldbereichen unterschiedlicher Feuchtestufen, Feldgehölzen, Hecken und Obstwiesen,“
- „zur Erhaltung morphologisch ausgeprägter Bereiche zur Sicherung der landschaftlichen Eigenart und Vielfalt für die Erholung,“
- „zur Erhaltung wertvoller Biotopkomplexe aus Wald-Gründlandbereichen, Fließgewässern und Quellen mit wichtigen Trittstein- und Vernetzungsfunktionen,“
- „zur Erhaltung und Wiederherstellung wichtiger Rückzugsräume für die bedrohte Tier- und Pflanzenwelt,“
- „zur Sicherung der das Orts- und Landschaftsbild gliedernden und belebenden und die dörflichen Siedlungsstrukturen prägenden Freiraumelemente.“[1]

## Rechtliche Vorschriften
Im Landschaftsschutzgebiet ist unter anderem das Errichten von Bauten und das Anlegen von Fischteichen verboten.